# Свети Георги (Сурдулица)
„Свети великомъченик Георги“ (на сръбски: Храм св. великомученика Георгија) е православна църква в град Сурдулица, югоизточната част на Сърбия. Част е от Вранската епархия на Сръбската православна църква.
Строежът на храма започва в 1895 година. Завършена е след две години и е осветена на 21 ноември 1897 година, Архангеловден. В 2002 година започва цялостна реконструкция на храма. В 2006 година е дограден притвор и в същата година пред църквата е изградена камбанария, висока 18 m. Обновляването на храма завършвав 2009 година, когато подът е покрит с мрамор. Стените са изписани от Сладжан Илич от Сурдулица. Фасадите са оживени от райета охра и червена боя.
Иконостасът на църквата е изписан в 1899 година от видния дебърски майстор Георги Зографски.